# National Association of Professional Base Ball Players
A National Association of Professional Base Ball Players (NAPBBP), ou simplesmente a National Association (NA), foi fundada em 1871 e continou suas atividades até a temporada de 1875. Foi bem sucedida e incorporou vários clubes profissionais da National Association of Base Ball Players (NABBP); por sua vez, vários de seus clubes criaram a bem sucedida National League of Professional Baseball Clubs.

## História
Em 1869, a liga amadora National Association of Base Ball Players, em resposta às preocupações de que algumas equipes estavam pagando jogadores, estabeleceu uma categoria profissional. O Cincinnati Red Stockings foi o primeiro time a declarar sua intenção em se tornar completamente profissional. Outras equipes rapidamente se seguiram ao pedido. Por volta de 1871, diversos clubes, esperando se separar completamente da associação amadora, foram para a National Association of Professional Base Ball Players. (Os clubes amadores remanescentes fundaram a National Association of Amateur Base Ball Players, que durou apenas dois anos). Em 1876, querendo uma organização central ainda mais forte, seis clubes da NA e dois clubes independentes fundaram a National League: Boston Red Stockings, Hartford Dark Bluesd, New York Mutuals, Philadelphia Athletics, Chicago Cubs e St. Louis Brown Stockings da NA mais os clubes independentes Louisville Grays e o Cincinnati.
A NA foi a primeira liga profissional de beisebol. Seu status de uma grande liga tem sido objeto de disputa. A Major League Baseball e o  National Baseball Hall of Fame and Museum não a reconhecem como uma grande liga, mas a NA compreendia a maioria dos clubes profissionais e o mais alto padrão de jogo, então, existente. Seus jogadores, treinadores e estão entre as figuras das grandes ligas que definiram o escopo de muitas enciclopédias e base de dados desenvolvidos pela SABR ou Retrosheet.
Diversos fatores limitaram a vida da National Association incluindo a dominância de um único time (Boston) na maior parte da existência da liga, a instabilidade das franquias por se instalarem em cidades muito pequenas e sem capital financeiro para apoiar o beisebol profissional, falta de uma autoridade central e a suspeita da influência de apostadores.

## Clubes membros
Os clubes profissional de beisebol no século XIX eram sempre conhecidos pelo que agora é considerado um "apelido", embora fosse o nome do clube. Esta prática vem dos tempos amadores. A forma singular de um "apelido" foi sempre o próprio nome do time. Ao invés de "Brooklyn Atlantics", o time era simplesmente chamado de "Atlantic" ou "Atlantic of Brooklyn" se julgado necessário pelo escritor. Outra prática comum era se referir ao time no plural, como exemplos os "Bostons", os "Chicagos" ou os "Mutuals". Algumas vezes a equipe teria um apelido normalmente com algo relacionado às cores do time, tais como o Boston Red Stockings, o Chicago White Stockings e o Mutual Green Stockings.
Esta prática de usar a forma singular do apelido como nome do time desapareceu com o tempo, embora no início dos anos 1900, a equipe geralmente conhecida como "Philadelphia Athletics" era mostrada na classificação da American League como  "Athletic", o jeito tradicional. Essa equipe exibia um "A" em estilo Inglês antigo em suas camisas, assim como seus predecessores.
Posteriormente, a Encyclopedia of Baseball tentou adaptar os nomes para um contexto moderno. Na lista a seguir, os nomes em itálico são os nomes comumente usados por jornais contemporâneos na classificação das ligas, e os nomes ligados após eles são os que normalmente são atribuídos às equipes agora, usando o padrão da Encyclopedia of Baseball.
- Boston – Boston Red Stockings (1871–1875)
- Chicago – Chicago White Stockings (1871, 1874–1875)
- Forest City – Cleveland Forest Citys (1871–1872)
- Kekionga – Fort Wayne Kekiongas (1871)
- Mutual – New York Mutuals (1871–1875)
- Athletic – Philadelphia Athletics (1871–1875)
- Forest City – Rockford Forest Citys (1871)
- Troy – Troy Haymakers (1871–1872)
- Olympic – Washington Olympics (1871–1872; 1875)
- Atlantic – Brooklyn Atlantics (1872–1875)
- Eckford – Brooklyn Eckfords (1872)
- Lord Baltimore – Baltimore Canaries (1872–1874)
- Mansfield – Middletown Mansfields (1872)
- National – Washington Nationals (1872; 1875) Washington Blue Legs (1873)
- Maryland – Baltimore Marylands (1873) (jogava na Madison Avenue Grounds)
- Philadelphia – Philadelphia White Stockings (1873–1875) (às vezes chamado de "Pearls" ou "Phillies")
- Resolute – Elizabeth Resolutes (1873)
- Hartford – Hartford Dark Blues (1874–1875)
- Centennial – Philadelphia Centennials (1875)
- Elm City – New Haven Elm Citys (1875)
- St. Louis – St. Louis Brown Stockings (1875)
- St. Louis Reds – St. Louis Red Stockings (1875)
- Western – Keokuk Westerns (1875)

## Campeões
- 1871 Philadelphia Athletics
- 1872 Boston Red Stockings
- 1873 Boston Red Stockings
- 1874 Boston Red Stockings
- 1875 Boston Red Stockings

## Presidentes da NA
- James W. Kerns 1871
- Robert V. Ferguson 1872–1875

## Jogadores da NA noBaseball Hall of Fame
- Cap Anson
- Candy Cummings
- Pud Galvin
- Jim O'Rourke
- Albert Spalding
- Deacon White
- George Wright
- Harry Wright

## Líderes da NA (em seu tempo de duração)

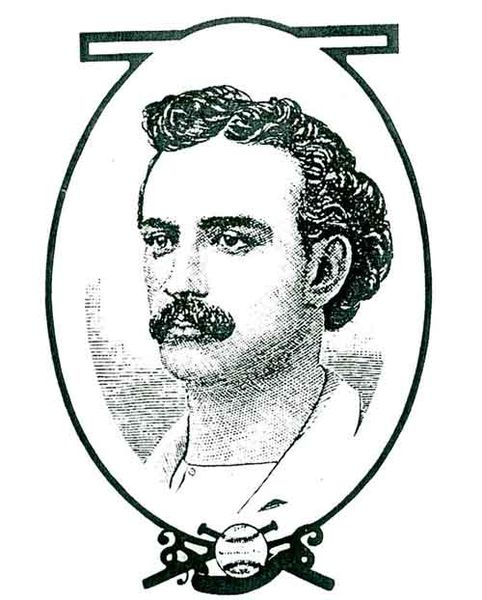
Lip Pike

| Estatística            | Líder           | #   |
| ---------------------- | --------------- | --- |
| Partidas jogadas       | Andy Leonard    | 286 |
| Rebatidas              | Ross Barnes     | 540 |
| Corridas               | Ross Barnes     | 462 |
| Vitória (arremessador) | Albert Spalding | 207 |
| Home runs              | Lip Pike        | 15  |
| RBIs                   | Cal McVey       | 276 |